# Walter I. (Brienne)
Walter I. (französisch Gautier Ier de Brienne; † um 1090) war ein Graf von Brienne aus dem Haus Brienne. Sein Vater war wahrscheinlich Graf Engelbert III.
Walter I. tritt erstmals am 28. Dezember 1035 als Graf von Brienne urkundlich auf, als er gemeinsam mit seiner Mutter Petronilla vom Bischof von Troyes die Abgabenfreiheit der Priorei von Requignicourt (heute Saint-Léger-sous-Brienne) gegenüber der Abtei Montier-en-Der zu Ehren des heiligen Leodegar von Autun erwirkt hat. Am 6. Juni 1050 haben Mutter und Sohn zusätzlich die Befreiung der Priorei von der Gerichtshoheit der Abtei erreicht. Offenbar hatten diese Entscheidungen zum Nachteil der Abtei einen Konflikt des Hauses Brienne mit dieser zur Folge gehabt, in welchem die Abtei die Unterstützung des mächtigen Grafen Theobald I. von der Champagne gewinnen konnte. Dieser hat jedenfalls auf einem 1082 zu Meaux abgehaltenen Kirchenkonzil vom päpstlichen Legaten, Bischof Hugo von Die, eine Exkommunizierung Walters zu erwirken gesucht, doch hat der Legat die diesbezüglichen Streitfragen zwischen der Abtei und Graf Walter zu schlichten vermocht.
Verheiratet war Walter mit Eustachia von Tonnerre, Erbin ihres Bruders Hugo Rainald von Tonnerre († 1084), Bischof von Langres. Die Ehe muss um den Zeitraum 1055 eingegangen sein, zumindest war ihr ältester gemeinsamer Sohn Engelbert im Jahr 1072 alt genug, um als urkundlicher Zeuge fungieren zu können. Nach dem Tod des Schwagers hat Walter im Namen seiner Frau die Grafschaft Bar-sur-Seine übernehmen und sich in seiner letzten zwischen den Jahren 1085 und 1089 zu datierenden Urkunde entsprechend titulieren können (Walterio, comite brenensi et barrensi).
Bis spätestens 1090 muss Walter gestorben sein, seine Witwe hat ihn noch bis mindestens 1101 überlebt. Aus der Ehe sind drei Söhne und zwei Töchter hervorgegangen, wobei der älteste Sohn letztmals um 1080 als Mönch bezeugt ist:
- Engelbert.[7]
- Erhard I. († um 1114/25), Graf von Brienne.
- Milon II. († um 1126), Graf von Bar-sur-Seine.
- Mantia.[8]
- N. N., ⚭ Graf Fulko IV. von Anjou (Ehe annulliert).[9]

## Weblink
- COMTES de BRIENNE bei fmg.ac

| Vorgänger                 | Amt                                                             | Nachfolger |
| ------------------------- | --------------------------------------------------------------- | ---------- |
| Engelbert III.            | Graf von Brienne um 1035–um 1090                                | Érard I.   |
| Hugo Rainald von Tonnerre | Graf von Bar-sur-Seine (iure uxoris mit Eustachia) 1084–um 1090 | Milon II.  |

| Personendaten    | Personendaten                            |
| ---------------- | ---------------------------------------- |
| NAME             | Walter I.                                |
| ALTERNATIVNAMEN  | Gautier Ier de Brienne                   |
| KURZBESCHREIBUNG | Graf von Brienne, Graf von Bar-sur-Seine |
| GEBURTSDATUM     | 11. Jahrhundert                          |
| STERBEDATUM      | um 1090                                  |